# フランコ・ファッチョ
フランコ・ファッチョ（Franco Faccio, 1840年3月8日 - 1891年7月21日）は、ヴェローナに生まれ、モンツァに没したイタリア人指揮者、作曲家。

## 略歴
ミラノ音楽院に学ぶ。その際、アッリーゴ・ボーイトと知り合い、生涯の友人となる。1867年ミラノ音楽院院長、1872年よりミラノ・スカラ座音楽監督。在任中、『アイーダ』イタリア初演（1872年）を初め、『シモン・ボッカネグラ＜改訂版＞』初演（1881年）、『ドン・カルロ』初演（1887年）、『オテロ』初演（1887年）に携わった（『オテロ』初演時の第2チェロパートに若きアルトゥーロ・トスカニーニが参加していたことはよく知られる）。作曲家としての代表作『アムレット』は、近年再評価されつつある。

## 作品
- 歌劇『フランドルの逃亡者』（1857年）
- 歌劇『イネス・デ・カストロ』（1859年）
- 歌劇『アムレット』（1865年）

## リンク

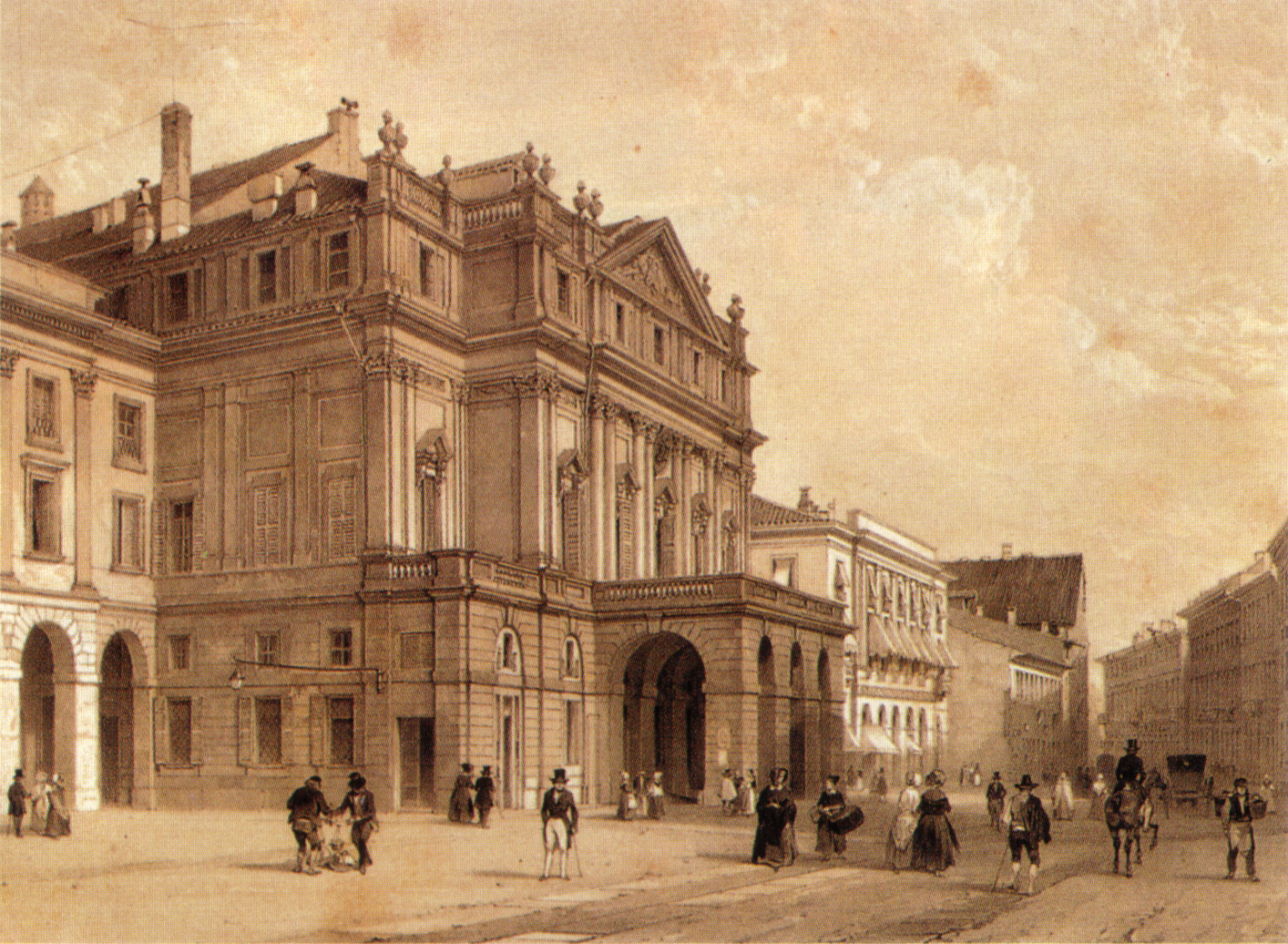
19世紀のスカラ座

- Amleto complete libretto in Italian and English